# Капоччи, Райньеро
Райньеро Капоччи (Raniero Capocci, O.Cist.) — католический церковный деятель XIII века. На консистории 1216 года был провозглашен кардиналом-дьяконом с титулом церкви Санта-Мария-ин-Космедин. Участвовал в выборах папы 1216 (Гонорий III), 1227 (Григорий IX), 1241 (Целестин IV) и 1241—1243 (Иннокентий IV) годов.